# Mont Vernon (New Hampshire)
Pour les articles homonymes, voir Mount Vernon (homonymie).
Mont Vernon est une municipalité américaine située dans le comté de Hillsborough au New Hampshire. Selon le recensement de 2010, sa population est de 2 409 habitants.

## Géographie
La municipalité s'étend sur 16,70 milles carrés (43,25 km2), dont 0,08 milles carrés (0,21 km2) d'étendues d'eau.

## Histoire
La localité est à l'origine une paroisse de la ville d'Amherst. En raison de son éloignement du centre d'Amherst, elle devient une municipalité en 1803. Elle doit probablement son nom à la propriété de George Washington, Mount Vernon.

## Personnalités
- Doc Adams (1814-1899), joueur et responsable de baseball, est né à Mont Vernon.